# Mishka Island
Mishka Island (englisch; bulgarisch остров Мишка ostrow Mischka, deutsch ‚Mausinsel‘) ist eine größtenteils vereiste, in ost-westlicher Ausrichtung 751 m lange und 220 m breite Insel in der Gruppe der Dannebrog-Inseln im Wilhelm-Archipel vor der Graham-Küste des Grahamlands auf der Antarktischen Halbinsel. Sie liegt 5,32 km nordnordwestlich der Booth-Insel, 50 m nördlich von Mechka Island, 3,4 km nordöstlich von Raketa Island, 896 m ostsüdöstlich von Kosatka Island und 5,55 km südwestlich von Kril Island (Wauwermans-Inseln).
Britische Wissenschaftler kartierten sie 2001. Die bulgarische Kommission für Antarktische Geographische Namen benannte sie 2020 deskriptiv, da sie in ihrer Form entfernt an eine Maus erinnert.